# Пакистанская декларация
Пакиста́нская Деклара́ция (англ. Pakistan Declaration; известная под названием «Сейчас или никогда; будем ли мы жить или погибнем навсегда?» (англ. Now or Never; Are We to Live or Perish Forever?) — брошюра, написанная пакистанским публицистом Чоудхари Рахматом Али, в которой впервые упоминается идея о создании независимого мусульманского государства на территории Британской Индии. Также в брошюре впервые упоминается слово «ПАКСТАН», являющееся акронимом  из названий пяти северных регионов Британской Индии: Пенджаб, Афгания, Кашмир, Синд и Белуджистан . Опубликована 28 января  1933 года.

## Сопроводительное письмо
Декларация была распространена с сопроводительным письмом, подписанным только Рахматом Али от 28 января 1933 года. Оно гласило:
3, Road Humberstone,
Cambridge, England.
28 января 1933 года
Уважаемый господин или Госпожа,
Настоящим препровождаю призыв от имени тридцати миллионов мусульман Пакистана, проживающих в пяти северных частях Индии-Пенджабе, Северо-Западной пограничной (афганской) провинции, Кашмире, Синде и Белуджистане. Она воплощает в себе их требование о признании их национального статуса, в отличие от других жителей Индии, путём предоставления Пакистану отдельной Федеральной Конституции по религиозным, социальным и историческим основаниям.
Буду рад, если вы любезно ознакомите меня с вашим ценным мнением о предлагаемом решении большой Индуистско-мусульманской проблемы. Я надеюсь, что, поскольку вы заинтересованы в справедливом и постоянном решении этой сложной проблемы, объекты, изложенные в призыве, встретят ваше полное одобрение и активную поддержку.

Искренне ваш, Рахмат Али (Чоудхари). (Основатель, Пакистанское Национальное Движение)

## Содержание
Брошюра началась с этого знаменитого предложения:
В этот торжественный час в истории Индии, когда Британские и Индийские государственные деятели закладывались основы Федеральной Конституции на эту землю, мы обращаем этот призыв к тебе, во имя нашего общего наследия, от имени тридцати миллионов мусульманских братьев, которые живут в ПАКСТАНЕ, под которой мы понимаем пять единиц Северной Индии, а именно: Пенджаб, Северо-Западной пограничной провинции (афганской провинции), Кашмир, Синд и Белуджистан.
В брошюре автор предлегал чтобы «пять северных подразделений Индии» —Пенджаб, Северо-Западная Пограничная провинция (афганская провинция), Кашмир, Синд и Белуджистан (или Пакстан) стали государством, независимым от предлагаемой индийской Федерации.
Профессор К. К. Азиз пишет:

Только Рахмат Али подготовил эту декларацию. Слово Пакстан впервые было использовано в этой брошюре . Чтобы сделать его «представительным», он искал людей, которые подпишут его вместе с ним. Этот трудный поиск среди твёрдой хватки «Индианизма» на молодого интеллектуала в английских университетах занял у него больше месяца, чтобы найти трёх молодых людей в Лондоне, которые предложили поддержать и подписать его. Чаудхри также предложил создать два других мусульманских государства в составе британского Раджа: Бангалистан и Османистан. Он предложил бывшим мусульманским провинциям Восточной Бенгалии и Ассама в Восточной Индии стать независимым мусульманским государством для Бенгальцев, Ассамов и Бихари, говорящих мусульман, а также предложил княжескому государству Хайдарабад стать Исламской монархией под названием Османистан.
После публикации брошюры индийская пресса резко критиковала её, и в ней использовалось слово «Пакстан». Таким образом, это слово стало горячо обсуждаться. С добавлением «и» для улучшения произношения, имя Пакистана росло в популярности и привело к началу движения Пакистана, и, следовательно, создание Пакистана в качестве независимого государства в 1947 году.